# WEC 26
WEC 26: Condit vs. Alessio foi o segundo evento de artes marciais mistas promovido pelo World Extreme Cagefighting sobre gestão da Zuffa. O evento ocorreu em 24 de março de 2007. 

## Background
O evento contou com três disputas de título. A primeira luta pelo título foi pelo Cinturão Peso Galo do WEC, entre o desafiante, Chase Beebe e o campeão, Eddie Wineland. A segunda foi pelo Cinturão Peso Pena do WEC, entre o desafiante, Dominick Cruz e o campeão, Urijah Faber. A última luta pelo título foi pelo Cinturão Peso Meio Médio do WEC, entre Carlos Condit e John Alessio.

## Pagamentos
O seguinte pagamento dos lutadores foi divulgada pela Comissão Atlética de Nevada. Isso não inclui o dinheiro de patrocínio e bônus de "vestiário" muitas vezes dado pelo WEC.
- Carlos Condit: $20,000 (incluindo $10,000 bônus de vitória) derrotou John Alessio: $9,000
- Urijah Faber: $14,000 ($7,000 bônus de vitória) derrotou Dominick Cruz: $3,000
- Chase Beebe: $6,000 ($3,000 bônus de vitória) derrotou Eddie Wineland: $3,000
- Brock Larson: $12,000 ($6,000 bônus de vitória) derrotou Erik Apple: $3,000
- Dave Terrel: $4,000 ($2,000 bônus de vitória) derrotou Tiki Ghosn: $3,000
- Cub Swanson: $6,000 ($3,000 bônus de vitória) derrotou Tommy Lee: $3,000
- Charlie Valencia: $8,000 ($4,000 bônus de vitória) derrotou Antonio Banuelos: $4,000
- Alex Serdyukov: $10,000 ($5,000 bônus de vitória) derrotou Scott Norton: $2,000
- Micah Miller: $6,000 ($3,000 bônus de vitória) derrotou Jesse Moreng: $2,000
- Brian Stann: $6,000 ($3,000 bônus de vitória) derrotou Steve Cantwell: $2,000